# Федотова та інші проти Росії
Федотова та інші проти Росії (номер заяви 40792/10, 30538/14 і 43439/14) була справою, поданою шістьма громадянами Російської Федерації до Європейського суду з прав людини (ЄСПЛ).
13 липня 2021 року було прийнято рішення, в якому Третя палата одноголосно постановила, що відмова Росії надати будь-яке юридичне визнання одностатевим парам порушує права людини заявників відповідно до статті 8 Європейської конвенції з прав людини.
Після цього рішення 12 жовтня 2021 року уряд Росії звернувся з проханням передати справу до Великої палати Суду. Позов прийнято судом 22 листопада 2021 року. 17 січня 2023 року Велика палата залишила це рішення без змін.

## Передумови

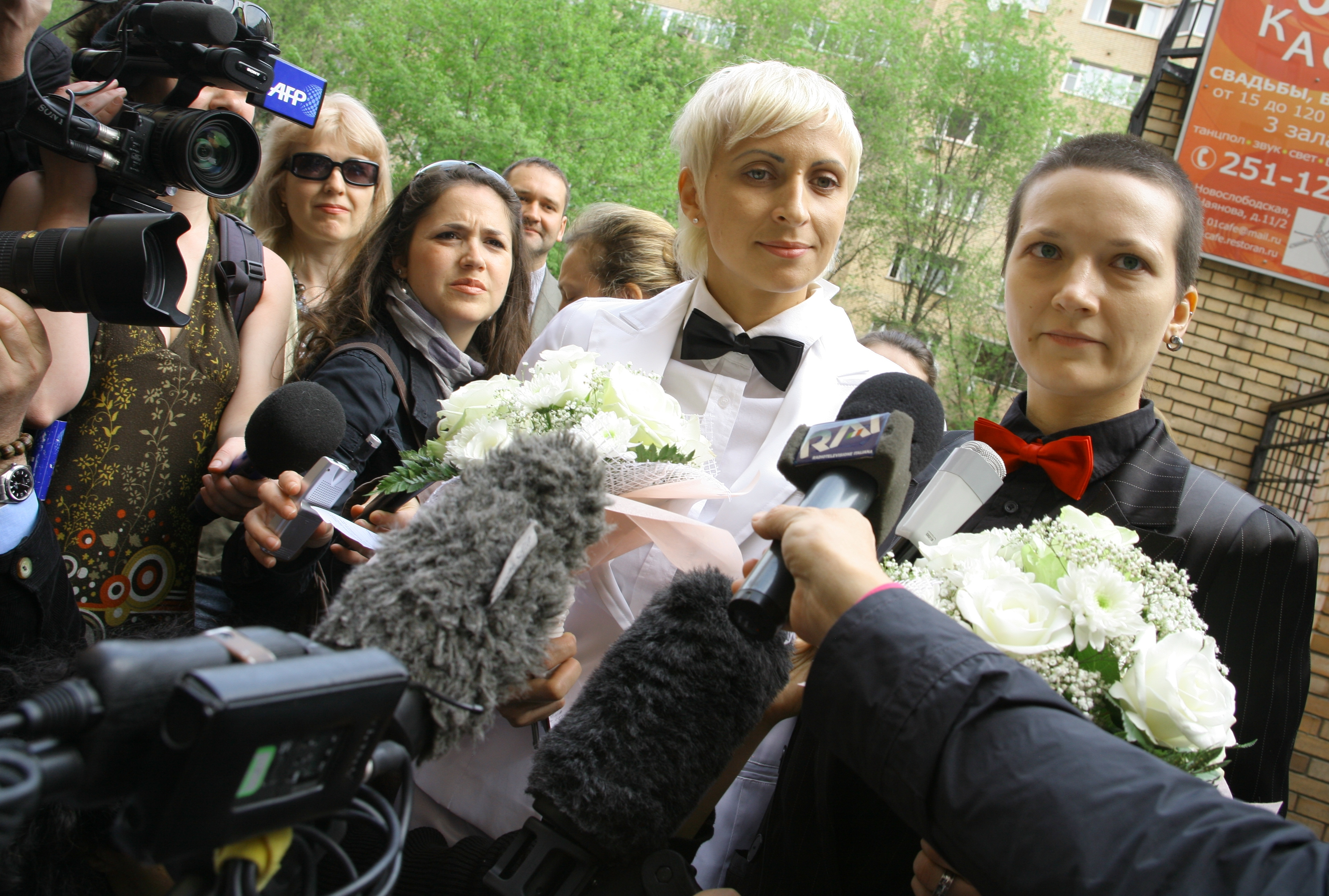
Ірина Федотова на церемонії одруження в Москві в 2009 році

Раніше ЄСПЛ розглядав одностатеві стосунки. У 2010 році у справі Шальк та Копф проти Австрії одностатеві пари були визнані сім'єю, але Австрія не була зобов'язана юридично визнавати їхні стосунки. У 2013 році Валліанатос та інші проти Греції, суд визнав дискримінаційним для Греції визнання партнерства протилежної статі, але не одностатевих. У справі 2015 року Оліарі та інші проти Італії суд визнав, що відсутність в Італії будь-якої форми юридичного визнання одностатевих пар порушує права людини заявників. Однак Оліарі включив елементи, які зменшили можливість його узагальнення для інших країн Ради Європи.
Справа «Федотова та інші» потрапила до ЄСПЛ через об'єднання трьох окремих заяв, поданих шістьма громадянами Росії, які проживали в одностатевих стосунках, першу з яких подали Ірина Федотова та її партнерка Ірина Шипітько у 2010 році. Інші пари, пан Д. Чунусов та пан Ю. Євтушенко та пані І. Шайхразнова та пані Ю. Яковлєва, подали свої справи до ЄСПЛ у 2014 році. Пари намагалися отримати дозвіл на шлюб, але їм було відмовлено. Вони подали скаргу не за статтею 12 Європейської конвенції з прав людини, право на шлюб, а скоріше за статтею 8, яка захищає приватне та сімейне життя, а також за статтею 14, яка забороняє дискримінацію при здійсненні прав, передбачених Конвенцією.

## Рішення
13 липня 2021 року Третя палата постановила, що Росія «зобов'язана забезпечити повагу до приватного та сімейного життя заявників, забезпечивши правову базу, яка дозволяє їм визнавати їхні стосунки», і відхилила аргумент російського уряду про публічне несхвалення одностатеві союзи, виявивши, що «доступ до прав для меншості не може залежати від схвалення більшості».
Посилаючись на поправки 2020 року до Конституції Росії, які визначають шлюб як законний союз одного чоловіка та однієї жінки, суд заявив, що Росія може надати одностатевим парам «доступ до офіційного визнання статусу їхніх пар у формі, відмінній від шлюбу», яка б не суперечила «традиційному розумінню шлюбу», що панує в Росії.
17 січня 2023 року Велика палата залишила в силі постанову Третьої палати. Він постановив чотирнадцятьма голосами проти трьох, що мало місце порушення статті 8 (право на повагу до приватного та сімейного життя) Європейської конвенції з прав людини.

## Реакції
Після першого рішення Третьої палати у 2021 році голова Держдуми В'ячеслав Володін запропонував суддям ЄСПЛ піти у відставку через це рішення. Дмитро Бартєнєв, один з адвокатів Федотової, після вироку у 2021 році писав, що Росія навряд чи виконає його, але це можна зробити без будь-яких конституційних змін. Голова російської делегації в Парламентській асамблеї Ради Європи (ПАРЄ) Петро Толстой заявив, що Росія не вийде з Ради Європи без «більш серйозної причини». Однак у 2022 році Росія, яка була виключена з Ради Європи 16 березня 2022 року через російське вторгнення в Україну в 2022 році, 16 вересня 2022 року перестала бути учасником ЄСПЛ відповідно до статті 58.
В Оксфордському центрі прав людини Стефанос Ставрос прокоментував, що рішення, «здається, використовує небажання уряду-відповідача запровадити реальний захист», і припускає, що воно може означати повернення до більш активістського підходу суду. У Völkerrechtsblog Єва Марія Бредлер висловила жаль, що суд не врахував статтю 14, яка забороняє дискримінацію при здійсненні прав, передбачених Конвенцією. Однак вона заявила, що незавершені справи, подані одностатевими парами проти Польщі, дадуть суду можливість детальніше розкрити статтю 14 наприклад у справі Андерсен проти Польщі. Наталія Звягіна, директор московського офісу Amnesty International, заявила, що «знакове рішення підкреслює, що російський уряд знаходиться на неправильному боці історії».

## Подальше читання
- Fedele, Giulio (23 липня 2021). The (Gay) Elephant in the Room: Is there a Positive Obligation to Legally Recognise Same-Sex Unions after Fedotova v. Russia?. EJIL: Talk! (English) . Процитовано 26 вересня 2021.
- Polgári, Eszter (2022). Fedotova v. Russ. (Eur. Ct. H.R.). International Legal Materials (англ.). 61 (3): 438—452. doi:10.1017/ilm.2021.55. ISSN 0020-7829.